# Edward Kohut
Edward Władysław Kohut (ur. 4 stycznia 1934 w Radziwiłłowie, zm. 20 września 2014 w Rzeszowie) – polski piłkarz grający na pozycji obrońcy, trener.

## Kariera piłkarska
Edward Kohut karierę piłkarską rozpoczął w 1952 w Ogniwie Bytom, z którym w sezonie 1954 zdobył mistrzostwo Polski. Po tym sukcesie odszedł z klubu, gdyż nie mógł się przebić do podstawowego składu drużyny (zagrał pięć meczów w sezonie).
W latach 1954–1957 reprezentował barwy II-ligowego CWKS/Zawiszy Bydgoszcz. Następnie wrócił do Polonii. Podczas drugiego pobytu w Bytomiu rozegrał 37 meczów w ekstraklasie. W 1962 odszedł do Brynicy Czeladź, a następnie przeszedł do Stali Rzeszów.
W barwach Stali występował do 1969, rozegrał 140 meczów w ekstraklasie. Później występował krótko w klubie Walter Rzeszów. W jego barwach sezonie 1968/1969 pełnią także funkcję trenera zdobył mistrzostwo ligi okręgowej rzeszowskiej i uzyskując awans do III ligi.

## Kariera trenerska
Edward Kohut po zakończeniu kariery piłkarskiej rozpoczął karierę trenerską. Trenował m.in. juniorską drużynę Stali Rzeszów, z którą w 1986 roku zdobył brązowy medal mistrzostw Polski juniorów.
Postanowieniem prezydenta RP Aleksandra Kwaśniewskiego z 9 grudnia 2004 został odznaczony Złotym Krzyżem Zasługi za zasługi w działalności na rzecz rozwoju sportu.

## Osiągnięcia
Zawodnicze
- Mistrzostwo Polski: 1954 z Polonią Bytom

Trenerskie
- Brązowy medal mistrzostw Polski juniorów: 1986 ze Stalą Rzeszów